# キャナル・マニア
キャナル・マニア (英: Canal Mania、「運河狂」「運河熱」の意) とは、1790年代から1810年代のイングランド及びウェールズにおける猛烈な運河建設と、これをもたらした1790年代前半における投機熱の時代のことである。

## 背景

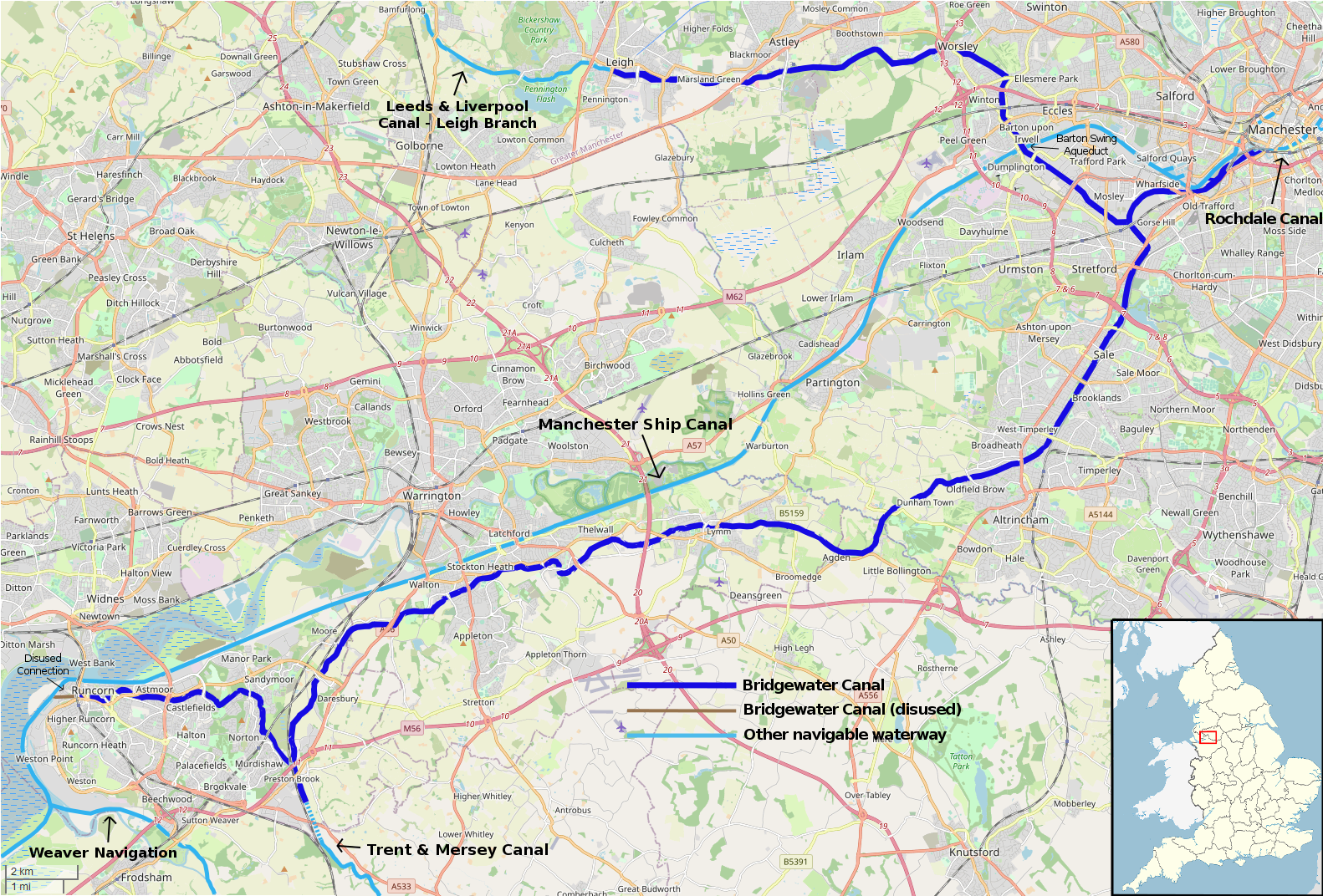
ブリッジウォーター運河

最初期の運河建設は通常、商品の船舶輸送を必要としていた商人、製造業者、または鉱山所有者による地域的事業計画として始まった。例えば、ウォースリーからマンチェスターまで石炭を出荷するために第3代ブリッジウォーター公爵フランシス・エジャートンが建造したブリッジウォーター運河などである。
巨額の建設費にもかかわらず、マンチェスターの石炭価格は開通直後に50%下落し、財政的成功は投資家にとって魅力的であった。
アメリカ独立戦争は、1783年に終結した。 長期にわたる高収益は、可処分所得の増大を招くと共に、事業に対する個人的関心がほとんどないのに利益を求めて出資しようとする者の増加に繋がった。この結果、無思慮な投機が増加した。
推進される計画数は劇的に増大した。1790年に議員立法によって認可された運河の数は1であったが、1793年には20にのぼった。1790年に認可された資本金は90,000ポンド（2013年換算で8,700,000ポンド）であったが、1793年には2,824,700ポンド（2013年換算で266,000,000ポンド）にまで増大した。
この時期に認可された運河の一部は、財政的利益を出し続けた。しかし、（ヘレフォードシャーおよびグロウスターシャー運河など多くの運河は、全く配当をもたらさなかった。その他の運河、例えばグランド・ウェスタン運河は、ついに完成をみなかった。